# Закусов, Василий Васильевич
Василий Васильевич За́кусов (13 [26] апреля 1903, Санкт-Петербург — 4 января 1986, Москва) — советский фармаколог, член-корреспондент (1948), действительный член АМН СССР (1952), заслуженный деятель науки РСФСР (1976). Директор Института фармакологии АМН СССР в 1954—1979 гг. Второй вице-президент Международного союза фармакологов (IUPHAR) в 1972—1975 гг.

## Биография
Родился в семье военного врача Василия Васильевича Закусова-старшего (1870—1932), окончившего в 1902 г. Императорскую военно-медицинскую академию и прикомандированного к ней для научного усовершенствования. Работа отца будущего учёного на кафедре фармакологии под руководством профессора Н. П. Кравкова предопределила его последующую жизненную траекторию.
В. В. Закусов получил среднее образование в петроградской школе № 13. В 1921 году он поступил в Военно-медицинскую академию. На II курсе начал научную работу на кафедре фармакологии у Н. П. Кравкова, затем С. В. Аничкова.
По окончании Военно-медицинской академии в 1926 году В. В. Закусов 4 года служил младшим врачом в Военно-теоретической школе лётчиков ВВС. В 1931 году он перешёл на работу в Военно-медицинскую академию, где последовательно занимал должности младшего преподавателя, преподавателя и старшего преподавателя кафедры фармакологии. В эти годы учёный также активно работал в области промышленной токсикологии в Лаборатории Н. В. Лазарева Ленинградского института гигиены труда и профессиональных заболеваний.
В 1935 году В. В. Закусов получил учёную степень кандидата медицинских наук без защиты диссертации. В 1936 году он защитил диссертацию на тему «Рефлексы на дыхание при действии ядов на сосуды различных сосудистых областей» и получил учёную степень доктора медицинских наук. В 1938 году ему было присвоено ученое звание профессора.
В 1937 году В. В. Закусов был избран заведующим кафедрой фармакологии 3-го Ленинградского медицинского института. Эту работу он совмещал с преподавательской деятельностью в Военно-медицинской академии им. С. М. Кирова до конца 1939 года, когда был назначен начальником кафедры фармакологии Куйбышевской военно-медицинской академии.
В 1942 году В. В. Закусов был переведён на должность старшего преподавателя кафедры фармакологии Военно-медицинской академии им. С. М. Кирова, которую занимал до увольнения из армии в запас в 1951 году. В 1944 году учёный был избран заведующим кафедрой фармакологии 1-го Ленинградского медицинского института.
В 1948 году профессор В. В. Закусов был избран членом-корреспондентом АМН СССР, в 1952 году стал академиком АМН СССР.
В январе 1952 года В. В. Закусов был арестован в рамках «дела врачей». Об обстоятельствах ареста учёного имеется следующее свидетельство:
К нему обратились с просьбой подписать экспертный анализ рецептов для лекарств, которые выписывали «врачи-вредители», «чтобы ускорить смерть своих больных». В. В., взяв перо, четко и спокойно написал: «Лучшие врачи мира подпишутся под этими рецептами». И был арестован.
Вместе с В. В. Закусовым была арестована также его жена Ирина Михайловна Гессен (1903—1994), сестра советского хозяйственного деятеля С. М. Гессена (1898—1937), племянница историка Ю. И. Гессена. Супруги Закусовы были освобождены 3 апреля 1953 года.
В 1954 году В. В. Закусов возглавил Институт фармакологии АМН СССР, директором которого оставался до 1979 года. В 1956—1964 годах по совместительству заведовал кафедрой фармакологии 1-го Московского медицинского института им. И. М. Сеченова.
Скончался 4 января 1986 года. Похоронен в Санкт-Петербурге на Новодевичьем кладбище рядом с отцом.

### Научная работа
Начальный период творческой жизни В. В. Закусова прошел на кафедрах фармакологии военно-медицинских академий в Ленинграде и Куйбышеве, в 1-м и 3-м Ленинградских медицинских институтах. Здесь были заложены основы наиболее значительного направления работ В. В. Закусова и его учеников — фармакология синаптической передачи. Эти исследования, получившие мировое признание, были суммированы в монографиях «Экспериментальные данные по фармакологии центральной нервной системы» (1947), «Фармакология нервной системы» (1953), «Фармакология центральных синапсов» (1973; в 1980 году опубликована в Англии издательством «Пергамон Пресс»). В 1976 году за выдающиеся исследования в области нейрофармакологии и создание синаптической теории действия средств, влияющих на центральную нервную систему, В. В. Закусову была присуждена Ленинская премия (совместно с С. В. Аничковым).
«Значительной вехой в истории советской фармакологии было создание в 1952 году в системе АМН СССР Института фармакологии, одним из учредителей которого и бессменным руководителем на протяжении 25 лет был В. В. Закусов. Именно здесь проявились его незаурядные организаторские способности и исключительное чувство нового в науке. Работа института была направлена на решение двух первоочередных задач медицинской науки: изыскание средств для лечения сердечно-сосудистых и нервно-психических заболеваний и изучение механизмов их действия. В создании новых лекарственных препаратов В. В. Закусов видел одну из важнейших задач фармакологии, поскольку в этом выражается связь фундаментальной науки с практикой и осуществляется реальная помощь здравоохранению. Как известно, изучение зависимости фармакологического эффекта от химического строения и физико-химических свойств физиологически активных веществ имеет важнейшее значение для изыскания новых фармакологических средств. Эти исследования получили самое широкое развитие в Институте фармакологии АМН СССР, где благодаря усилиям В. В. Закусова была создана необходимая база и сформирован коллектив исследователей, увлеченно работавший в этом направлении. Много сил и настойчивости прилагал Василий Васильевич к внедрению достижений науки в практику. <…>
За короткий срок Институт фармакологии АМН СССР под руководством В. В. Закусова стал центром научной фармакологической мысли в СССР и получил заслуженное международное признание. Институт осуществлял координацию, планирование и прогнозирование исследований по фармакологии в нашей стране. Возглавляя в течение многих лет Проблемную комиссию по фармакологии при Президиуме АМН СССР, В. В. Закусов способствовал существенному повышению уровня исследований по фармакологии в научно-исследовательских институтах союзных республик и на кафедрах фармакологии медицинских институтов».

### Разработанные препараты
Под руководством В. В. Закусова и при его непосредственном участии Институт фармакологии АМН осуществлял работу по поиску, синтезу, фармакологическому изучению и внедрению в производство многих эффективных препаратов для лечения сердечно-сосудистых (при недостаточности коронарного кровообращения — хлорацизин, нонахлазин; при нарушении ритма сердечных сокращений — этмозин, этацизин) и нервно-психических заболеваний (феназепам, трифтазин, этаперазин, лития оксибутират и так далее), а также средств, применяемых при общей и местной анестезии — гигроний, тримекаин.

### Международные связи
В. В. Закусов являлся почётным доктором Университета им. Земмельвейса (Венгрия), членом-корреспондентом Академии фармации Франции, иностранным членом Академии наук ГДР, почетным членом Общества фармакологов и токсикологов ГДР, Общества фармакологов Венгрии, Общества им. Пуркинье (Чехословакия). Он активно участвовал в создании в 1960 г. самостоятельного Всесоюзного научного общества фармакологов и был его председателем. Благодаря ему Всесоюзное научное общество фармакологов вступило как коллективный член в Международный союз фармакологов (IUPHAR). В. В. Закусов был главой Проблемной комиссии по фармакологии при Президиуме АМН СССР, был представителем СССР в Комиссии по наркотикам при ООН, а затем экспертом Всемирной организации здравоохранения.

### Педагогическая, руководящая и редакторская работа
В. В. Закусов был инициатором и редактором издания первого советского «Руководства по клинической фармакологии» (1978 г.). Являлся членом редколлегии журнала «Фармакология и токсикология», в 1951—1953 гг. был его главным редактором, был заместителем главного редактора журнала «Бюллетень экспериментальной биологии и медицины», редактором отдела фармакологии Большой медицинской энциклопедии, членом редколлегии Международной энциклопедии по фармакологии и терапии.
Василий Васильевич активно совмещал научную работу с педагогической и руководящей. Им было подготовлено 10 профессоров, 30 докторов и около 50 кандидатов наук. В. В. Закусовым была создана своя научная школа. Его ученики заведовали кафедрами и лабораториями фармакологии медицинских и научно-исследовательских институтов страны.

## Награды и премии
- Орден Ленина
- Орден Красного Знамени
- Орден Отечественной войны
- Орден Трудового Красного Знамени
- Орден «Знак Почёта»
- Ленинская премия (1976)
- Заслуженный деятель науки РСФСР (1976)
- Премия им. Н. П. Кравкова АМН СССР (1964)
- Государственная премия СССР (1981)

## Работы учёного
- Фармакология эндокринных препаратов, 2 изд., Л., 1940
- Экспериментальные данные по фармакологии центральной нервной системы, Л., 1948
- Фармакология нервной системы, Л., 1953
- Фармакология, 2 изд., М., 1966
- Фармакология центральных синапсов, М., 1973
- Руководство по клинической фармакологии, М., 1978

## Память
Имя Закусова носит созданный в 1952 году НИИ фармакологии РАМН — ).
Учреждена премия по нейрофармакологии имени В. В. Закусова Президиума РАМН.